# Kwon Kyung-won
Pour les articles homonymes, voir Kwon (homonymie).
Kwon Kyung-won (en coréen : 권경원), né le 31 janvier 1992 à Séoul (Corée du Sud), est un footballeur international sud-coréen, qui évolue au poste de défenseur ou de milieu de terrain au sein de Khor Fakkan.

## Biographie

### Carrière en club
Kwon Kyung-won est élu meilleur joueur de la Ligue des Champions de l'AFC 2015.

### Carrière en sélection
Le 31 août 2017, il est appelé pour la première fois avec l'équipe de Corée du Sud pour jouer les matchs contre l'Iran et l'Ouzbékistan au troisième tour des éliminatoires de la Coupe du monde 2018, zone asie, mais sans entrer en jeu.
Il joue son premier match avec son équipe nationale le 7 octobre 2017 contre la Russie en match amical. Lors de ce match, il marque aussi son premier but avec les Sud-Coréens (défaite 4-2 à la VEB Arena).
Le 12 novembre 2022, il est sélectionné par Paulo Bento pour participer à la Coupe du monde 2022.

## Palmarès
| Jeonbuk Hyundai Motors - Championnat de Corée du Sud (1) : - Champion : 2014. | Al-Ahli Dubaï - Championnat des Émirats arabes unis (1) : - Champion : 2016. - Coupe des Émirats arabes unis (2) : - Vainqueur : 2015 et 2016. |